# Emil Sax
Emil Sax (* 8. Februar 1845 in Jauernig, Österreichisch-Schlesien; † 25. März 1927 Volosca (Volosko, Istrien)) war ein Nationalökonom.

## Leben
Emil Sax studierte an der Universität Wien und wurde 1867 Sekretär der österreichischen Kommission bei der Pariser Weltausstellung. Als solcher war er maßgeblich an der Ausarbeitung des offiziellen Berichts über die Organisation derselben betraut.
Anschließend bekam Sax eine Anstellung als Konzipist an der Wiener Handelskammer und konnte sich während dieser Zeit als Privatdozent für Volkswirtschaftslehre an der technischen Hochschule, später auch an der Universität Wien habilitieren. Ab 1873 wirkte er für sechs Jahre als Sekretär in der Verwaltung der Kaiser Ferdinands-Nordbahn.
1879 nahm Sax einen Ruf als o. Prof. für Wirtschaftslehre an die Karls-Universität (Prag) an. Im gleichen Jahr wurde Sax auch in das österreichische Abgeordnetenhaus gewählt.
1893 trat Sax, auch genötigt durch zunehmende Schwerhörigkeit, in den Ruhestand.

## Schriften
- Grundlegung der theoretischen Staatswirtschaft. Wien 1887.
- Der Neubau Wiens im Zusammenhang mit der Donauregulierung. Wien 1869.
- Die Ökonomik der Eisenbahnen. Wien 1870.
- Über Lagerhäuser und Lagerscheine. Wien 1869.
- Die Verkehrsmittel in Volks- und Staatswirtschaft. Wien 1878–79 (2 Bde.)
- Das Wesen und die Aufgaben der Nationalökonomie. Wien 1883.
- Die Wohnungszustände der arbeitenden Klassen und ihre Reform. Wien 1869.